# 大道寺
大道寺（だいどうじ）は、山口県山口市金古曽町に存在したと推定される寺である。周防の戦国大名大内義隆が、廃寺となっていた大道寺をフランシスコ・ザビエルに与えたことによりキリスト教布教の拠点となった。その後、建て直しが行われ、これが日本最初のキリスト教教会となった。日本で初めてのクリスマス行事もここで行われた。南蛮寺のひとつ。

## 概要
1551年4月、京都の荒廃に失望したフランシスコ・ザビエルが山口を訪れ大内義隆に拝謁を行い、キリスト教布教の許可と居住用の廃寺を得た。
同年9月、ザビエルは山口を去ったが、直後に大寧寺の変が起こり義隆は陶晴賢に弑殺される。晴賢は九州の大友義鎮の弟、義長を迎えて大内氏の後継とした。義長とザビエルは面識があり、キリスト教への理解があった。ザビエルの後任のコスメ・デ・トーレスは1552年に義長に拝謁し、今日「大道寺創建裁許状」と呼ばれるキリスト教布教と布教所の建設を許可する裁許状を与えられた。大道寺の改築は1555年に完了し、宣教師達の住居兼布教の拠点となった。
1556年、大内氏の家臣、杉氏と内藤氏の抗争により生じた火災によって大道寺も焼失した。1557年には大内氏が滅亡し、トーレスもこの地を去ったことにより、教会としての活動は終わりを迎えた。
キリスト教禁教の時代を経て、大道寺の位置はわからなくなっていたが、幕末に来日したヴィリヨン神父の尽力により、跡地が推定された。大道寺の跡地近くには、聖サビエル記念公園が作られ、記念碑が建てられている。
大道寺の実際の位置は未だに疑問が多く、最初にザビエルが受領した廃寺の名が大道寺だったのか、トーレスが建て替えた寺に大道寺と名付けたのかも不確定である。推定の際の根拠の1つとなった「山口古図」の記載にも疑問の声があり、1998年に行われた発掘調査でも場所を特定するには至らなかった。総合的に見て公園の敷地外である可能性が高いと言われている。